# Monastyczne Wspólnoty Jerozolimskie

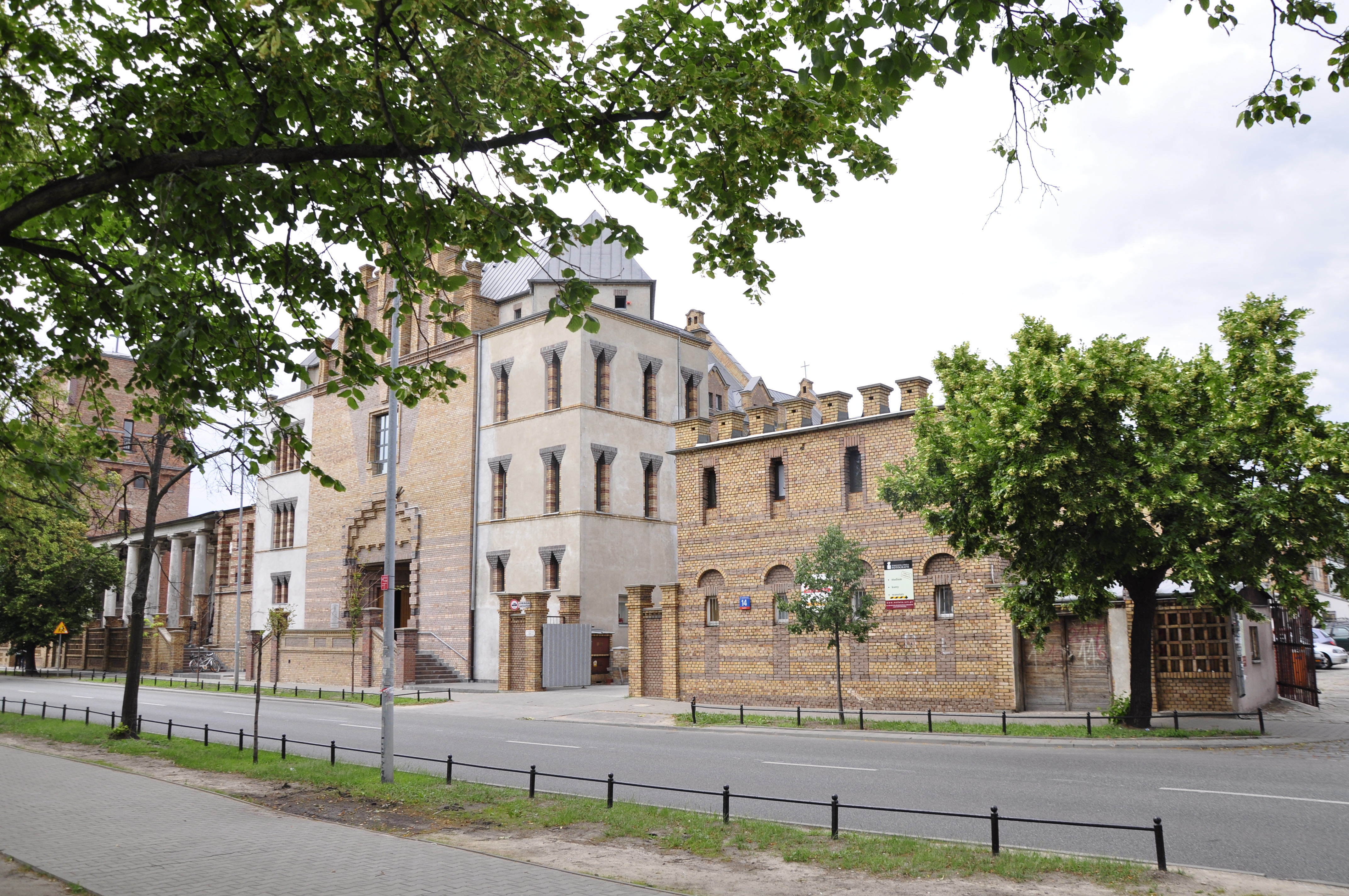
Warszawski kościół i klasztor Monastycznych Wspólnot Jerozolimskich

Monastyczne Wspólnoty Jerozolimskie – instytut zakonny o inspiracji monastycznej. Wspólnota braci została powołana do życia w Paryżu w Uroczystość Wszystkich Świętych, 1 listopada 1975 roku, zaś 8 grudnia 1976 roku powstała wspólnota sióstr.
Bracia i siostry mieszkają w centrach miast. Pracują na pół etatu, aby mieć czas na modlitwę i adorację.
Szczególnym charyzmatem Wspólnot jest liturgia, która czerpie z Kościoła Wschodu i Zachodu, celebrowana uroczyście, śpiewana wielogłosowo. Śpiewy Monastycznych Wspólnot Jerozolimskich pochodzą z Liturgii chóralnej Ludu Bożego, skomponowanej przez o. André Gouzes OP i jego współpracowników oraz z liturgii bizantyjskiej.
Wspólnoty założył o. Pierre-Marie Delfieux, dawny duszpasterz akademicki na Sorbonie, który następnie spędził dwa lata na Saharze jako pustelnik. 
Bracia i siostry żyją we Francji (Paryż, Vézelay, Strasburg, Mont Saint-Michel), we Włoszech (Florencja, Rzym), w Kanadzie (Montreal), w Niemczech (Kolonia) oraz w Polsce (Warszawa). W 2019 roku Wspólnota liczyła na świecie ok. 160 mnichów i mniszek 30 różnych narodowości. 
Obok monastycznych instytutów braci i sióstr istnieją także Apostolskie Wspólnoty Jerozolimskie, które działają w parafiach - we Francji (Tarbes) i we Włoszech (Pistoia). 

## Monastyczne Wspólnoty Jerozolimskie w Polsce
W roku 2006 prymas Polski kard. Józef Glemp przekazał wspólnocie jeden z kościołów w Warszawie, mieszczący się przy ul. Łazienkowskiej 14, w parafii Matki Boskiej Częstochowskiej. Kościół pod wezwaniem Matki Boskiej Jerozolimskiej został konsekrowany 2 października 2010 roku przez arcybiskupa Kazimierza Nycza. Przy kościele znajdują się domy wspólnoty braci i wspólnoty sióstr. Działają też grupy świeckich: Wspólnota Rodzin, Wspólnota Adorujących "Krzew Gorejący", Wspólnota "Nowe Jeruzalem", Wspólnota Medytacji Chrześcijańskiej, Grupa Młodzieży Focolari, Krąg Biblijny "Winnica", Wspólnota "Królowa Pokoju". Monastyczne Wspólnoty Jerozolimskie prowadzą katechumenat dla dorosłych, gdzie przygotowują do chrztu, do I komunii św. i bierzmowania osoby dorosłe. Przy kościele działa także szkoła pisania ikon "Atelier św. Eliasza" oraz sklep monastyczny "Monastica".  

6 października 2018, podczas misji świętych w parafii Matki Boskiej Częstochowskiej, w kościele przy ul. Łazienkowskiej rozpoczęła się nieustanna adoracja Najświętszego Sakramentu. Według pierwotnego założenia inicjatywa była przewidziana jedynie na czas misji, została jednak utrzymana na stałe.  